# Канури (язык)
Канури — диалектный континуум, носителями которого являются около 4 млн человек (Нигерия, Нигер, Чад и Камерун, а также небольшие группы на юге Ливии и в Судане). Принадлежит к западной ветви сахарской семьи гипотетической нило-сахарской макросемьи. Ранее рассматривался как один язык, сейчас — скорее как группа относительно взаимопонимаемых языков. Входит в несколько более обширную группу языков канури-тубу.

## История
Считается, что язык канури был основным языком в исчезнувших империях Камем (Канем) и Борну, господствовавших в регионе озера Чад в течение почти тысячелетия до европейской колонизации. Длительное время имел статус местного лингва франка, однако после колонизации выходит из употребления. Вторым языком для большинства носителей являются либо хауса, либо арабский.

## Географическое распространение
В основном языки данной группы распространены в низинах у озера Чад в следующих странах: Нигерия, Камерун, Чад, Нигер.

## Диалекты
Канури делится на следующие диалекты, хотя отдельные лингвисты (напр., Cyffer 1998) рассматривают их как отдельные языки:
- Центральный канури
- Манга-канури
- Тумари-канури
- Канембу (чаще всего рассматривается отдельно от первых трёх).

## Грамматика
Обычный порядок слов — SOV. Типологически для этого языка необычно то, что в нём распространены как постпозитивные, так и препозитивные определения — например, «горшок (принадлежащий) Бинту» выражается как nje Bintu-be, букв. «горшок + Бинту + маркер принадлежности».
В канури различаются три тона: высокий, низкий, нисходящий. В языке чрезвычайно развита ассимиляция согласных (например, sa- «они» + -buna «съели» > za-wuna «они съели».

## Письменная традиция
Как минимум начиная с XVI в. традиционно записывался африканской версией («аджами») арабского алфавита, в основном для религиозных или судебных целей. С недавних времён записывается также разновидностью латинского алфавита.

### Латинский алфавит для канури
А a, В b, С c, D d, E e, Ǝ ǝ, F f, G g, H h, I i, J j, K k, L l, M m, N n, Ny ny, O o, P p, R r, Ɍ ɍ, S s, Sh sh, T t, U u, W w, Y y, Z z

## Известные канури
- Сани Абача